# ادا گارارسدوتیر
ادا گارارسدوتیر (انگلیسی: Edda Garðarsdóttir؛ زادهٔ ۱۵ ژوئیهٔ ۱۹۷۹) بازیکن فوتبال اهل ایسلند است.
از باشگاه‌هایی که در آن بازی کرده‌است می‌توان به باشگاه فوتبال چلسی، باشگاه فوتبال کیف اوربرو دی‌اف‌اف، باشگاه بریدابلیک، و باشگاه فوتبال زنان چلسی اشاره کرد.
وی همچنین در تیم‌های ملی فوتبال زنان ایسلند، و زنان ایسلند، و زنان ایسلند، و زنان ایسلند، بازی کرده‌است.